# Armadillo de sis bandes
L'armadillo de sis bandes (Euphractus sexcinctus) és una espècie d'armadillo de Sud-amèrica, l'única del gènere Euphractus. Viu a Bolívia, el Brasil, l'Uruguai, el Paraguai i una població aïllada a Surinam. El seu cos sol ser d'un color groguenc, però també pot ser marró o marró vermellós clar.